# Фискдејл (Масачусетс)
Фискдејл (енгл. Fiskdale) насељено је место без административног статуса у америчкој савезној држави Масачусетс.

## Демографија
По попису из 2010. године број становника је 2.583, што је 427 (19,8%) становника више него 2000. године.
| Група             | 2000.         | 2010.         |
| Белци             | 2.046 (94,9%) | 2.398 (92,8%) |
| Афроамериканци    | 13 (0,6%)     | 15 (0,6%)     |
| Азијати           | 9 (0,4%)      | 51 (2,0%)     |
| Хиспаноамериканци | 48 (2,2%)     | 68 (2,6%)     |
| Укупно            | 2.156         | 2.583         |